# Verena Grendelmeier
Verena Grendelmeier, née le 16 février 1939 à Zurich et morte le 27 mars 2018 à Zurich, est une personnalité politique suisse, membre de l'Alliance des Indépendants.

## Biographie

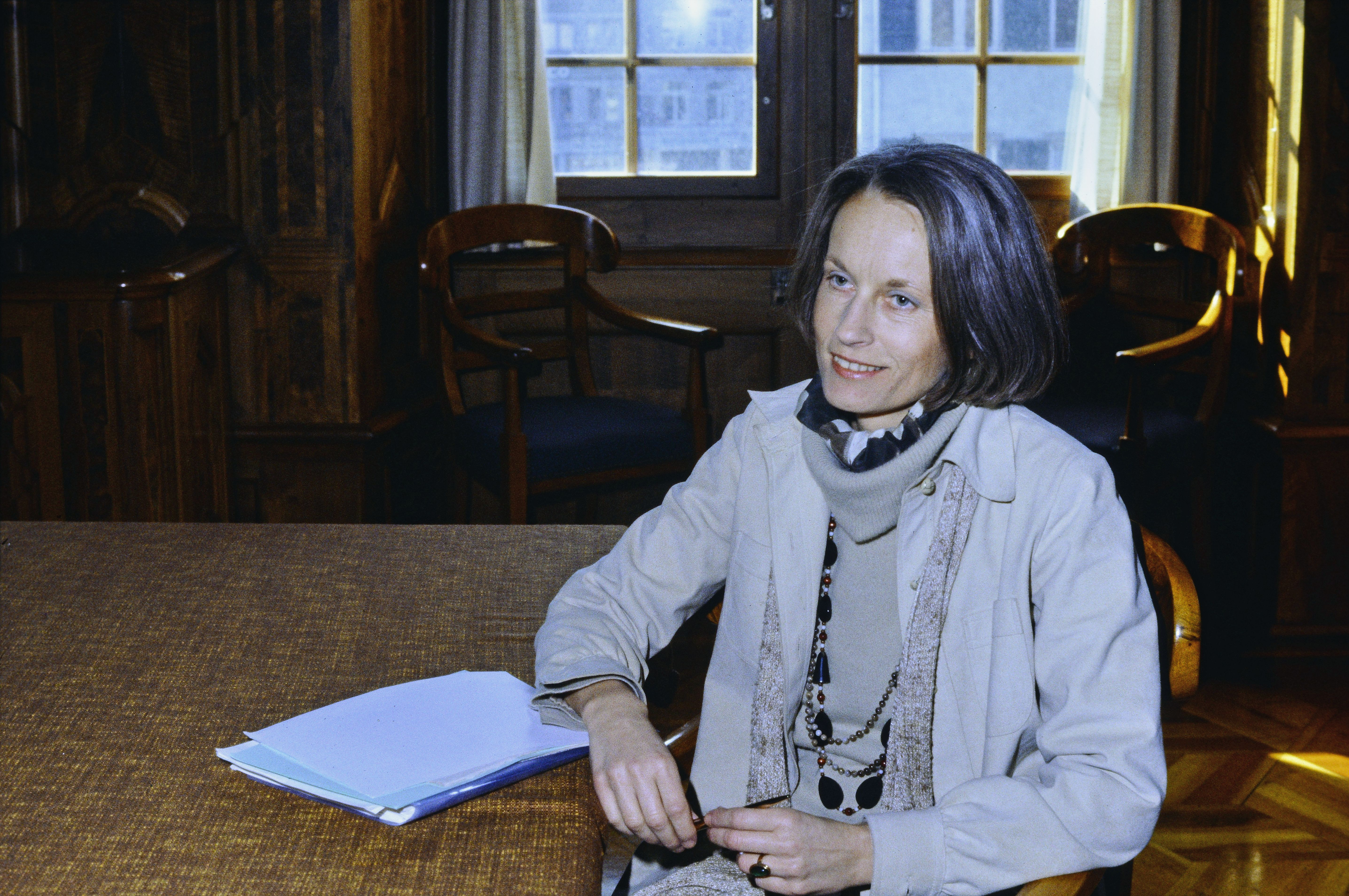
Verena Grendelmeier.

Élue au Grand Conseil du canton de Zurich de 1973 à 1979, elle est également élue comme représentante de son canton au Conseil national de 1983 à 1999. Dans ce cadre, elle est présidente du groupe libéral aux chambres fédérales de 1992 à 1999.
Pendant son mandat fédéral, elle se fait connaître du public en abordant la question des fonds juifs en déshérence via une initiative parlementaire déposée le 24 mars 1995, quelques mois après le dépôt d'une interpellation par le socialiste fribourgeois Otto Piller. Elle retire sa demande quelques mois plus tard lorsque la Commission des affaires juridiques du Conseil national décide d'un arrêté fédéral permettant de faire des recherches sur ces fonds dans les banques et autres établissements financiers en Suisse.
Son père, l'avocat et politicien Alois Grendelmeier, sera accusé par les États-Unis de collaboration avec le Troisième Reich allemand, forçant sa fille à s'investir pour défendre sa mémoire.